# ادری کاستلانو
ادری کاستلانو (انگلیسی: Adri Castellano؛ زادهٔ ۲۶ ژوئن ۱۹۹۴) بازیکن فوتبال اهل اسپانیا است.
از باشگاه‌هایی که در آن بازی کرده‌است می‌توان به باشگاه فوتبال رئال مادرید سی و باشگاه فوتبال آلمریا اشاره کرد.